# 비제르테주

비제르테주의 위치

비제르테주(영어: Bizerte Governorate, 아랍어: ولاية بنزرت)는 튀니지의 북부에 있는 주로, 주도는 비제르테이다. 면적은 3,685km2이며, 인구는 524,000명(2004년)이다.